# Raumspiegelung
Die Raumspiegelung, auch Inversion genannt, ist ein Begriff aus der Physik. Er bezeichnet eine Punktspiegelung des Raumes, bei der alle Punkte am Ursprung gespiegelt werden. Das heißt, ein Ortsvektor {\displaystyle {\vec {r}}} geht über in {\displaystyle -{\vec {r}}}.
In kartesischen Koordinaten bedeutet dies, dass sich die Vorzeichen aller Koordinaten umkehren. Dies unterscheidet die Raumspiegelung von der Spiegelung an einer Ebene, z. B. an einem ebenen Spiegel. Hierbei wird nur die Koordinate längs der Spiegelnormalen umgekehrt. Die volle Raumspiegelung erhält man, wenn nach der Spiegelung an einer Ebene noch eine Drehung um 180° um die Normale ausführt. Betrachtet man im Zusammenhang mit der Raumzeit auch die Zeit als Dimension, so ändert die Raumspiegelung nur die Vorzeichen der räumlichen Koordinaten, die Zeit bleibt unverändert.

## Anwendungen
In der Physik unterscheidet man im dreidimensionalen Raum zwischen polaren und axialen Vektoren. (Letztere werden auch Pseudovektoren genannt.) Erstere ändern bei der Raumspiegelung ihr Vorzeichen, letztere nicht. Zum Beispiel handelt es sich bei dem Ort {\displaystyle {\vec {r}}} und der Kraft {\displaystyle {\vec {F}}} um polare Vektoren. Das Drehmoment {\displaystyle {\vec {M}}={\vec {r}}\times {\vec {F}}} ist hingegen ein axialer Vektor. (Da beide Faktoren des Kreuzprodukts bei Raumspiegelung einen Vorzeichenwechsel erfahren, bleibt das Vorzeichen des Drehmoments erhalten).
Wenn ein physikalisches Objekt bei Raumspiegelung in sich selbst übergeht, befindet es sich in einem Zustand positiver Parität; werden hingegen die Vorzeichen vertauscht, was bei Objekten wie z. B. Kraftfeld, Schwingung, Welle, quantenmechanischer Zustandsvektor möglich ist, befindet es sich in einem Zustand negativer Parität.
Von den vier fundamentalen Kräften der Physik sind die Gravitation, der Elektromagnetismus und die starke Wechselwirkung invariant unter Raumspiegelungen. Das heißt, die von ihnen verursachten Prozesse würden das betreffende System nach Spiegelung des Anfangszustands in der gleichen Zeit in den gespiegelten Endzustand überführen. Die schwache Wechselwirkung verletzt die Spiegelinvarianz (s. Paritätsverletzung). Dies wurde 1956 von den Physikern Tsung-Dao Lee und Chen Ning Yang postuliert und unter anderem von C. S. Wu beim Betazerfall experimentell bestätigt. Alle vier fundamentalen Kräfte sind jedoch invariant unter der erweiterten CPT-Symmetrie (Raumspiegelung, Zeitumkehr, Ladungsumkehr bzw. Vertauschung von Teilchen und Antiteilchen).